# Banter Fischerdorf

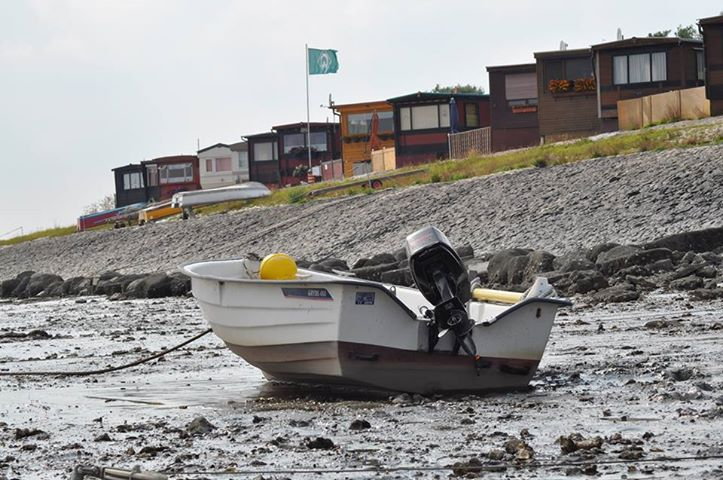
Banter Fischerdorf in Wilhelmshaven

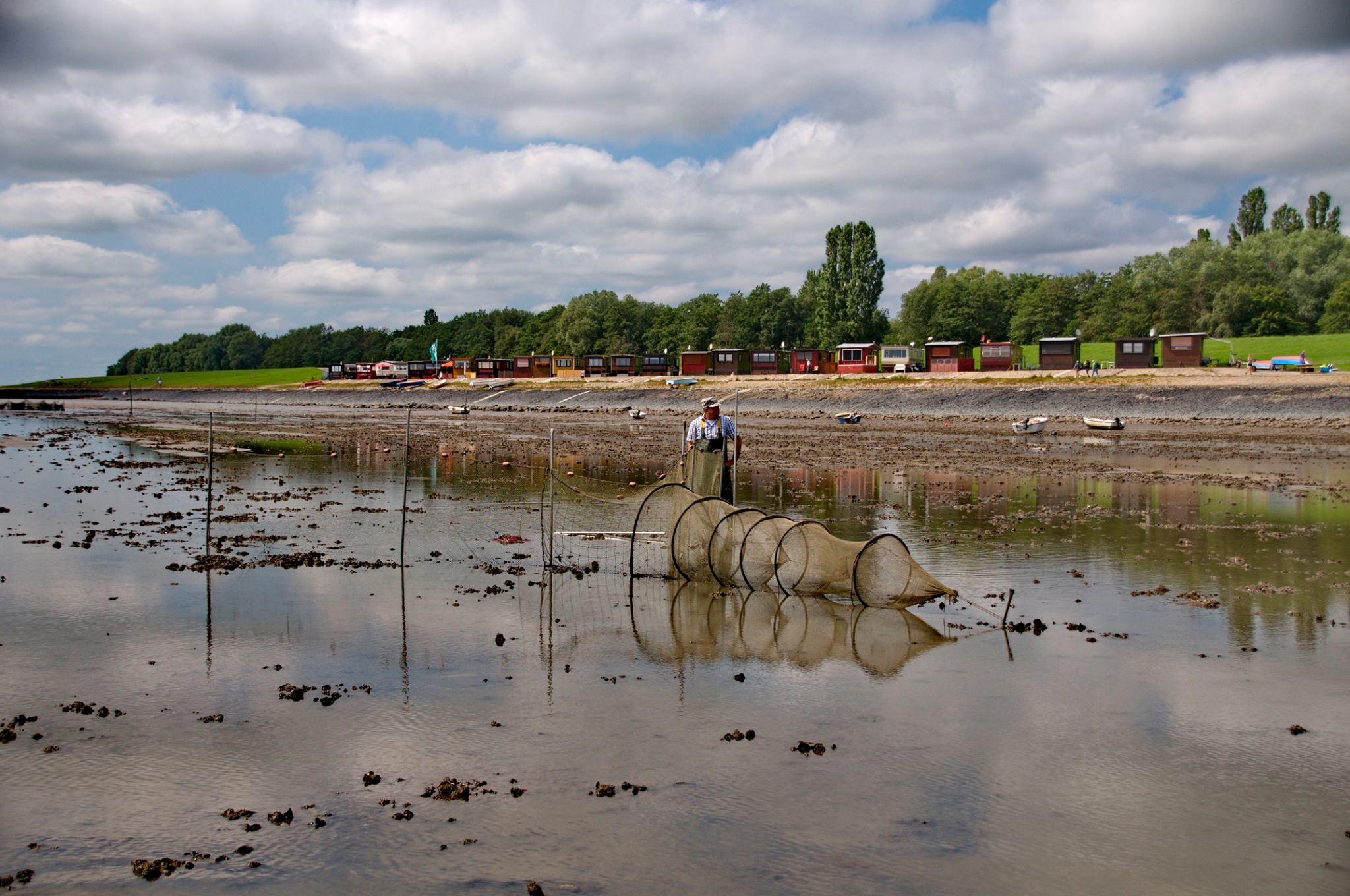
Stellnetze

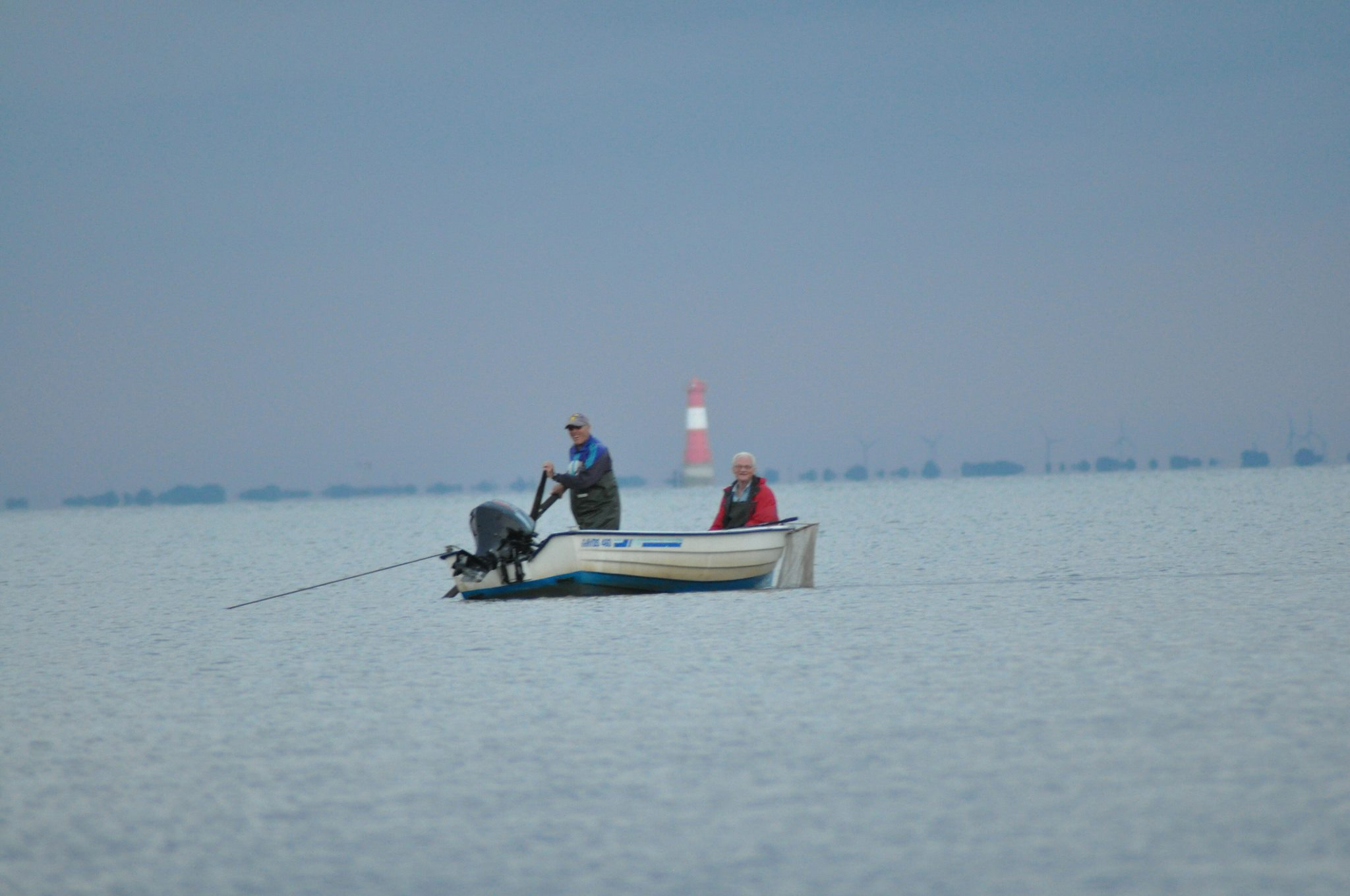
Granatfischerei am Banter Fischerdorf

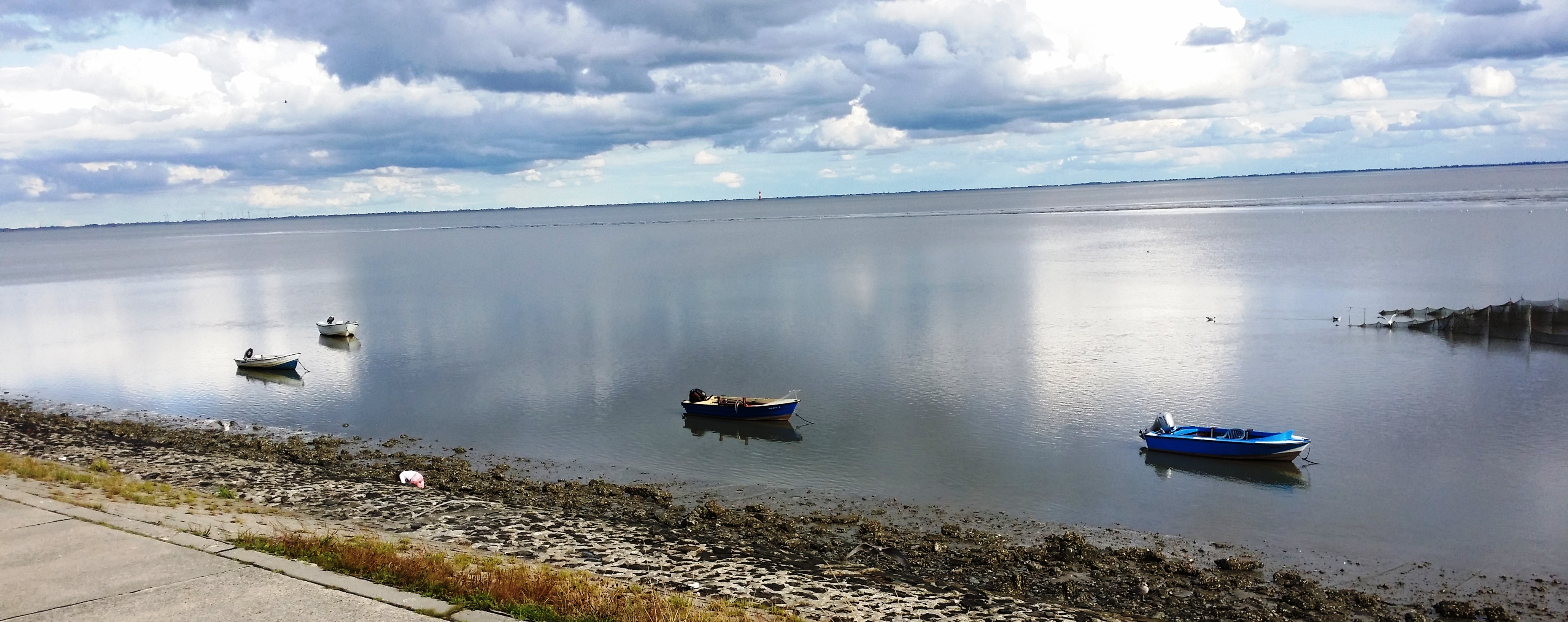
Boote vor dem Banter Fischerdorf

Das Banter Fischerdorf ist eine Ansammlung von mobilen Fischerhütten am Banter Seedeich in Wilhelmshaven.

## Geschichte
Das Fischerdorf entstand 1908 nach dem Bau des neuen Banter Seedeiches zur Süderweiterung des Kriegshafens. Einfache Großfamilien aus der Banter Arbeitersiedlung betrieben hier die Fischerei größtenteils als Hobby, um sich ein Zubrot zu verdienen oder um den Nahrungsbedarf der oft großen Familien (5–10 Kinder) zu decken. Die am Anfang einfachen Holzhütten mit Kohleöfen dienten als Ausgangspunkt für den Fischfang mit kleinen Ruderbooten auf dem Jadebusen. Zudem stellte man Reusen für den Granatfang in die Priele des vorgelagerten Watts. Geschlachtet und gekocht, gebraten sowie geräuchert wurde direkt im Anschluss nach dem Fang.
Während der Deicherhöhungsarbeiten 1982 mussten die ursprünglich fest im Deichfuß verankerten Fischerbuden aus Gründen der Deichsicherheit weichen und wurden abgerissen. Statt fester Fischerhütten wurden befestigte Stellplätze in den Deich integriert, auf denen die heutigen mobilen Fischerhütten während der Saison von April bis Oktober stehen. Mieten kann man diese Stellplätze offiziell nicht, weil sie von Generation zu Generation innerhalb der Eigentümerfamilien weitergegeben werden. Inzwischen werden die Plätze aber auch über den Vorstand des Vereins „Interessengemeinschaft der Sportfischer e.V.“ an interessierte Menschen vermittelt. Seit 1980er-Jahren gibt es das Dorf nur noch während der Sommermonate, denn der Deichschutz hat inzwischen Vorrang in der dortigen Schutzzone 1 des Nationalparks Wattenmeer. In den restlichen Monaten werden die mobilen Hütten innendeichs gezogen, und in Sicherheit gebracht. Derzeit fischen nur noch vier bis sechs Fischer mit ihren Booten.

## Filmkulisse
Im Oktober 2013 war das Banter Fischerdorf Filmkulisse für den ARD-Tatort Kaltstart mit den neuen Hamburger Kommissaren Thorsten Falke (Wotan Wilke Möhring), Katharina Lorenz (Petra Schmidt-Schaller) und Jan Katz (Sebastian Schipper). Bei einer Gasexplosion in einer nachgebauten Fischerhütte kommen laut Drehbuch zwei Polizisten und ein Menschenhändler ums Leben. Die Spur führt die Ermittler durch Wilhelmshaven und speziell in das Umfeld des neuen Containerterminals JadeWeserPort. Anlässlich der Tatort-Dreharbeiten durften die Fischerhütten rund 4 Wochen länger als gewöhnlich außendeichs stehen.